# Suzanne Bakker
Suzanne Bakker (Hensbroek, 9 luglio 1986) è un'allenatrice di calcio ed ex calciatrice olandese, di ruolo centrocampista, tecnico del Milan femminile.

## Carriera

### Club
Bakker ha giocato come centrocampista, crescendo calcisticamente nei settori giovanili di Apollo 68 e Reiger Boys, per poi unirsi all'Utrecht, nella massima serie olandese, nel 2007; l'anno successivo, passa all'ASV Wartburgia, con cui chiude la carriera nel 2014.

### Allenatrice
Appena dopo il ritiro dal calcio giocato, Bakker inizia il proprio percorso da allenatrice, assumendo la guida dell'ASV Wartburgia, con cui aveva appena concluso la propria carriera.
Durante la stagione 2017-2018, svolge il ruolo di assistente allenatrice all'Excelsior/Barendrecht.
Nell'estate del 2018, assume la guida dell'Ajax Talententeam, squadra riserve dell'Ajax; nel 2022, viene promossa alla guida della prima squadra del club di Amsterdam. Nella sua prima stagione all'Ajax, vince il suo primo titolo nazionale; nell'annata seguente, invece, vince la coppa nazionale; inoltre, sotto la sua guida, la squadra raggiunge inaspettatamente i quarti di finale di UEFA Women's Champions League, dopo aver sconfitto, fra le altre, Paris Saint-Germain, Bayern Monaco e Roma. Nel gennaio del 2024, viene annunciato che l'allenatrice avrebbe lasciato il club al termine della stagione, alla scadenza naturale del proprio contratto. Nel luglio dello stesso anno, riceve il Rinus Michels Award come miglior allenatrice del campionato femminile.
Il 9 luglio 2024, viene ufficialmente ingaggiata come nuovo tecnico del Milan, in Serie A, con cui firma un contratto biennale.

## Statistiche

### Statistiche da allenatrice
Statistiche aggiornate al 10 maggio 2025. In grassetto le competizioni vinte.
| Stagione        | Squadra         | Campionato      | Campionato | Campionato | Campionato | Campionato | Coppe nazionali | Coppe nazionali | Coppe nazionali | Coppe nazionali | Coppe nazionali | Coppe continentali | Coppe continentali | Coppe continentali | Coppe continentali | Coppe continentali | Altre coppe | Altre coppe | Altre coppe | Altre coppe | Altre coppe | Totale | Totale | Totale | Totale | % Vittorie | Piazzamento |
| Stagione        | Squadra         | Comp            | G          | V          | N          | P          | Comp            | G               | V               | N               | P               | Comp               | G                  | V                  | N                  | P                  | Comp        | G           | V           | N           | P           | G      | V      | N      | P      | %          | Piazzamento |
| --------------- | --------------- | --------------- | ---------- | ---------- | ---------- | ---------- | --------------- | --------------- | --------------- | --------------- | --------------- | ------------------ | ------------------ | ------------------ | ------------------ | ------------------ | ----------- | ----------- | ----------- | ----------- | ----------- | ------ | ------ | ------ | ------ | ---------- | ----------- |
| 2022-2023       | Ajax            | ED              | 20         | 18         | 1          | 1          | CO+EC           | 1+3             | 0+2             | 0               | 1+1             | UWCL               | 4                  | 2                  | 1                  | 1                  | SCO         | 1           | 0           | 0           | 1           | 29     | 22     | 2      | 5      | 75,86      | 1º          |
| 2023-2024       | ED              | 22              | 17         | 3          | 2          | CO++EC     | 4+1             | 4+0             | 0               | 0+1             | UWCL            | 11                 | 6                  | 2                  | 3                  | SCO                | 1           | 0           | 0           | 1           | 39          | 27     | 5      | 7      | 69,23  | 2º         |             |
| Totale Ajax     | Totale Ajax     | Totale Ajax     | 42         | 35         | 4          | 3          |                 | 9               | 6               | 0               | 3               |                    | 15                 | 8                  | 3                  | 4                  |             | 2           | 0           | 0           | 2           | 68     | 49     | 7      | 12     | 72,06      |             |
| 2024-2025       | Milan           | A               | 26         | 9          | 8          | 9          | CI              | 3               | 1               | 1               | 1               | -                  | -                  | -                  | -                  | -                  | -           | -           | -           | -           | -           | 29     | 10     | 9      | 10     | 34,48      | 5º          |
| 2025-2026       | A               | 0               | 0          | 0          | 0          | CI+SAWC    | 0+0             | 0+0             | 0+0             | 0+0             | -               | -                  | -                  | -                  | -                  | -                  | -           | -           | -           | -           | 0           | 0      | 0      | 0      | —      | in corso   |             |
| Totale Milan    | Totale Milan    | Totale Milan    | 26         | 9          | 8          | 9          |                 | 3               | 1               | 1               | 1               |                    | -                  | -                  | -                  | -                  |             | -           | -           | -           | -           | 29     | 10     | 9      | 10     | 34,48      |             |
| Totale carriera | Totale carriera | Totale carriera | 68         | 44         | 12         | 12         |                 | 12              | 7               | 1               | 4               |                    | 15                 | 8                  | 3                  | 4                  |             | 2           | 0           | 0           | 2           | 97     | 59     | 16     | 22     | 60,82      |             |

## Palmarès

### Allenatrice

#### Club
- Campionato olandese: 1

Ajax: 2022-2023
- Coppa dei Paesi Bassi: 1

Ajax: 2023-2024

### Individuale
- Rinus Michels Award: 1

2024